# 黄柏乡 (会理县)
黄柏乡，是中华人民共和国四川省凉山彝族自治州会理市曾经下辖的一个乡。2017年，撤销黄柏乡，将原黄柏乡所属行政区域划归槽元乡。

## 行政区划
黄柏乡撤销前下辖以下地区：
渔洞村、陆官村和鹿角村。